# Log Cabin (Teksas)
Log Cabin je grad u američkoj saveznoj državi Teksas. Prema popisu stanovništva iz 2010. u njemu je živjelo 714 stanovnika.